# Shillington, Pennsylvania
Shillington är en ort i Berks County i delstaten Pennsylvania, USA.